# Margarethe Danzi
Pour les articles homonymes, voir Marchand.
Maria Margarethe Danzi née Marchand, née en 1768 et morte le 11 juin 1800, est une compositrice et soprano allemande.

## Biographie
Margarethe Marchand est née en Allemagne. Certaines sources donnent comme lieu de naissance Munich et d'autres Mannheim, il est possible que sa famille ait été en tournée à Francfort lors de sa naissance. Elle est la fille de la chanteuse, actrice et danseuse Magdalena Brochard Marchand et de Theobald Hilary Marchand (ru), directeur du Théâtre National de Mannheim (en). Margarethe étudie la musique et la composition à Munich avec Françoise Lebrun et à Salzbourg avec Léopold Mozart. Elle a fait son apprentissage dans des rôles de soutien et fait ses débuts en 1787, à l'âge de 12 ans, au Théâtre de Mannheim, jouant le rôle-titre dans La Jeunesse de Johann Jakob Engel.
En 1790, elle épouse le chef d'orchestre et compositeur Franz Danzi et joue avec lui comme prima donna de la troupe de Domenico Guardasoni dans une tournée européennes de concerts. Après 1796 Margaret est également prima donna au Théâtre de Munich.
Elle meurt à Munich d'une maladie pulmonaire en 1800.

## Œuvres

### Liste des œuvres
- Six Sonates pour Clavier (ca. 1786) — perdues (Léopold Mozart a essayé en vain de faire publier ces sonates par Torricella)
- Trois sonates pour pianoforte avec violon obbligato, op. , publié par Falter (1801)
- La Marche de Marseillois varié pour piano, op. 2, publié par Falter (1802)
- Variations pour piano (Andante tiré de la sonate pour piano en fa, op. 3, de Franz Danzi — publié par Faiblir, ca. 1800)

### Éditions modernes
- Margarethe Danzi. Sonate für Violine und Klavier; op. 1,1. Hrsg. und Vorw. von Robert Münster. — Giebing: Katzbichler, [1967]. — 21 S. + 1 St. — (Varie musiche di Baviera).
- Margarethe Danzi. Sonata I in E-flat Major for violin and piano. Ed. by Barbara Harbach. — Pullman, WA: Vivace Pr. (VIV 905), c 1996. — 28 S. + 1 St.
- Margarethe Danzi. Sonata II in B-flat Major for violin and piano. Ed. by Barbara Harbach. — Pullman, WA: Vivace Pr. (VIV 906), c 1996. — 20 S. + 1 St.
- Margarethe Danzi. Sonata III in E Major for violin and piano. [Ed. by Barbara Harbach.] — Pullman, WA: Vivace Pr. (VIV 907), c 1996. — 25 S. + 1 St.
- Three Marias: three eighteenth century sonatas by Maria Barthélemon [No. 4], Maria Danzi [Op. 1 No. 1], Maria Hester Park [Op. 13 No. 2]. Ed. Susau [sic] Eileen Pickett. — Bryn Mawr, PA: Hildegard Publ. (09763), 1997. — VII, 51 S. + 1 St.
- Maria Margarethe Marchand Danzi. Sonata terza pour le pianoforte (with violin obbligato). [Ed. Caroline Cunningham]. — Bryn Mawr, PA: Hildegard Publ., 1998. — [28] S. + 1 St.